# Fun guo
Le fun guo ou chaozhou fun guo, parfois épelé fun quor, fun gor, fen guo ou fun kor, est une variété de boulettes cuites à la vapeur de la région de Chaoshan, sur la côte est du Guangdong, une province du sud de la Chine. Le fun guo ressemble beaucoup au har gaw (boulettes aux crevettes) des dimsums de style cantonais.